# Гомер Сімпсон
Гомер Джей Сімпсон (англ. Homer Jay Simpson) — один із головних героїв мультсеріалу «Сімпсони». Гомер — милий та кумедний, проте іноді грубий і неввічливий батько родини. Він має очевидні вади: товстий, лисий і не дуже розумний. Нерідко він поводиться як блазень, абсурдно, егоїстично і нетактовно, але все ж лишається симпатичним.
Гомер має трьох дітей: Барта, Лісу і Меґґі. Гомер неохочий до роботи і багато п'є. Гомер працює інспектором безпеки на Спрінґфілдській атомній електростанції, хоча вся його «робота» часто зводиться до дрімання і поїдання пончиків. Велику частину вільного часу він проводить в таверні Мо. Гомер полюбляє висококалорійні закуски: шоколад, чипси та улюблене пиво «Кнур».
Ледар і ненажера, Гомер ― тупий. Водночас у ньому показані гуманні почуття любові до своєї родини.
За декілька років він перетворився на культового персонажа у США та багатьох інших країнах світу, в тому числі й в Україні.

## Біографія
Протягом всього мультсеріалу деталі біографії Гомера змінюються. Водночас через нестійкий потік історії в межах серіалу, його біографія охоплює різні десятиліття. Наприклад, у першому флешбеці «The Way We Was» мультсеріалу Гомер і Мардж закінчили школу 1974 року. Водночас у серії 32 сезону «Do PizzaBots Dream of Electric Guitars?» Гомер зображений підлітком, що захоплюється хіп-хопом у 1990-х.

### Канонічна історія персонажа
Гомер народився третьою дитиною Абрахама Сімпсона і першою (і єдиною) дитина Мони Сімпсон. Батьки виховували його на фермі Сімпсонів, поки вони не були змушені виїхати через витівки Гомера
У дитячому віці Гомер експериментував, щоб побачити, чи зможе він втиснути в ніс п'ятнадцять фломастерів, що призвело до того, що один застряг у його мозку і призвів до зниження його розумових здібностей. На початку 1960-х років, коли Гомеру було від дев'яти до дванадцяти років, Мона сховалася після зіткнення з законом і залишила сім'ю. У 12 років Гомер разом з Ленні, Карлом і Мо вирушив до глибокої ущелини. Досліджуючи, чому озеро перетворилося на каламутну яму, він наткнувся на труп, що розкладається, усередині труби, що сильно травмувало його та призвело до переїдання та страху перед трупами.
Гомер навчався у Спрінґфілдській середній школі і 1974 року зустрів і закохався в Мардж Був'є. Після закінчення школи Гомер і Мардж купили квартиру. За цей час Мардж отримала листа про прийняття її до коледжу. Щоб оплатити її навчання, Ейб дав йому роботу у дитячому лазерному розважальному центрі. Разом з Лу, Ленні та Карлом Гомер також був частиною музичного квартету. Коли Мардж захопилася своїм професором, Гомер змінив назву групи на «Жургазм», і вони винайшли музику у стилі грандж. Мардж зрозуміла, що вона дійсно кохає Гомера, і повернулася до нього.
1979 року Мардж завагітніла Бартом. У цей час Гомер працював на полі для гольфу. Вони одружилися у маленькій весільній каплиці біля кордону штату. Згодом пара оселилася в будинку Був'є, де вони жили певний час. Не влаштувавшись на щойно збудовану АЕС, Гомер залишив Мардж, щоб знайти роботу, з якою він міг би утримувати сім'ю. Однак, Мардж відшукала його і переконала повернутися додому. В результаті Гомер зіткнувся з містером Бернсом і влаштувався на роботу на заводі. За два роки після народження Барта 1982 року Мардж завагітніла Лісою, незадовго до того, як пара завела свій перший будинок.
Другим стрибком Гомера до слави став його успіх у ролі соліста та автора пісень барбершоп-квартету «Шахраї» (англ. «Be Sharps»), і навіть виграв премію «Греммі». Під час свого перебування в групі Гомер часто був відсутній вдома, що створювало стрес для його шлюбу. Після того, як група розпалася через творчі розбіжності, Гомер повернувся до Спрінґфілда, щоб продовжити своє старе життя.
Якось наприкінці 1980-х Гомер урізав бюджет, щоб він міг працювати на роботі своєї мрії, у «Бовлараму Барні». На жаль для Гомера, Мардж завагітніла Меґґі в 1988 році, і, не маючи можливості утримувати свою сім'ю, він повернувся на АЕС.
Попри те, що Гомер працює інспектором безпеки на АЕС, в багатьох серіях він пробує себе в нових галузях (наприклад працівником боулінг-клубу Барні, або посудомийником у грецькому кафе). З різних причин він залишає їх і повертається на атомну електростанцію. У перших 428 епізодах він встиг змінити 188 професій.

## Створення
Творець «Сімпсонів» Метт Ґрейнінґ вигадав Гомера разом з іншими членами його родини та показав свої малюнки продюсеру Джеймсу Бруксу. Ідея Бруксу сподобалася. Перші серії-короткометражки на «Шоу Трейсі Ульман» почали виходити з 19 квітня 1987 року. Перша серія за участі Гомера має назву «На добраніч».
Ґрейнінґ назвав Гомера, як і решту родини, на основі імен членів своєї родини. Гомера він назвав на честь свого батька Гомера Ґрейнінґа. Ініціали Гомера «Дж» (англ. J) були таємницею протягом перших сезонів серіалу. Друге ім'я Гомера, «Джей» (англ. Jay, вимова літери «J» англійською) розкривається у 10 сезоні. «Дж» — відсилання до героїв мультсеріалу «The Rocky and Bullwinkle Show» Bullwinkle J. Moose та Rocket J. Squirrel.

## Озвучування
Гомера озвучує Ден Кастелланета. Справжній голос актора не схожий на голос Гомера і тому при озвучуванні персонажа він притискає шию до підборіддя.
У короткометражках і першому сезоні серіалу голос Гомера відрізняється від більшості серій. Голос починався як вільна імпровізація Кастелланети Волтера Маттау. Однак Кастелланета не зміг «отримати достатньо потужності для цього голосу» аби підтримувати тембр протягом дев'яти-десятигодинних сеансів запису, тому довелося знайти щось простіше. Протягом другого та третього сезонів Кастелланета «знизив голос» і розробив його більш універсальним і гумористичним, додавши Гомеру більш повний спектр емоцій.

### Д'оу!
Клішем Гомера є вигук «Д'оу!» (англ. D'oh!), що вимовляється, коли персонаж травмує себе, усвідомлює, що зробив щось дурне, або, коли з ним трапилося або має трапитися щось погане. Це — вигадка Дена Кастелланети. 1998 року «Д'оу!» занесено до Оксфордського словника англійської мови.

## Зовнішній вигляд
Стиль одягу Гомера простий: одягається в білу сорочку й сині штани (на роботі зав'язує краватку), а вночі — у блакитну піжаму.
Протягом перших сезонів вигляд Гомера значно еволюціонував: удосконалювалися риси його обличчя, одяг та зовнішність. Змінився також і характер героя, адже за первинним задумом Ґрейнінґа Гомер мав бути злішим. Однак, з кожним сезоном персонаж набував все більше позитивних рис.

## Характер
Гомер страждає від короткої концентрації уваги. Він схильний до емоційних спалахів; він дуже заздрить своєму сусідові, Неду Фландерсу.
Гомер часто не знаходить спільної мови із сином Бартом, через що двоє постійно сваряться і б'ються. Зазвичай жарти Барта над Гомером не надто жорстокі, але легко допікають Гомеру. Той легко лютує на свого сина, Барта, і душить його з характерним криком «Ах ти ж [малий]…!» (англ. You little…!. Гомер стверджує, що душить сина з любов'ю. За словами Метта Ґрейнінґа, є правило, що полягає в тому, що Гомер може душити Барта лише імпульсивно, ніколи не навмисно, тому що інакше це "здається садистським. Якщо ми будемо вважати, що ним керують його імпульси, то він може легко змінити імпульси.
Душить Гомер не тільки Барта — під руки Гомера також потрапляли: Гіл Гандерсон, Бернс, Ліса Сімпсон, Гадюка тощо.
Водночас досить часто батько з сином діють разом. Під час значних подорожей Гомер і Барт часто рятують один одного. Крім цього, Гомер ніколи не карає Барта, а часто і сам долучається до сумнівних справ свого сина.
У Гомера вірна і віддана дружина ― Мардж. Водночас у пари було 3 весілля, однак, у них дуже міцний шлюб, який пережив зраду, амнезію та багато сварок.
Гомер часто не розуміє старшу доньку Лісу. Вони мають протилежні характери, і батько зазвичай не звертає уваги на таланти доньки, але водночас, коли Ліса потребує допомоги, Гомер робить все можливе, щоб допомогти їй.
Свою найменшу доньку Гомер дуже любить, хоч протягом серіалу їх відносини змінюються. У перших сезонах серіалу Гомер відчуває дратівливість до Меґґі, навіть забуваючи про її існування
Гомер негативно ставиться до свого батька, Ейба, оскільки той неналежно про нього дбав після розлучення. Вони часто сваряться один з одним. Через Ейба Гомер думав, що його мати мертва, тож Гомер і виріс схожим на нього.
У серіалі часто висміюється ненажерливість Гомера.

## Аналіз персонажа
Гомер — це «всемужик», що втілює кілька американських стереотипів про «синіх комірців» робочого класу: він грубий, повний, некомпетентний, тупий, дитячий, незграбний і алкоголік до крайнощів. Метт Ґрейнінґ описує його як «повністю керованого своїми імпульсами». Ден Кастелланета називає його «собакою, що застрягла в людському тілі».
У своїй книзі Кріс Тернер описує Гомера як «найбільшого американця із Сімпсонів» і вважає, що, хоча інших членів сім'ї Сімпсонів можна змінити на інші національності, Гомер — «чистий американець». У книзі «Бог у подробицях: американська релігія в популярній культурі» автори коментують, що «прогрес Гомера (або його відсутність) виявляє персонажа, який може зробити правильні речі, якщо випадково чи неохоче».
У книзі «Сімпсони і філософія: „Д'оу“ Гомера» Раджа Халвані пише:
|  | «Любов до життя» Гомера є чудовою рисою характеру, бо багато людей мають спокусу побачити в Гомері нічого, крім буфонади та аморальності… Він не політично коректний, він більш ніж радий судити інших, і, здається, він, звичайно, не одержимий своїм здоров'ям. Ці якості, можливо, не роблять Гомера чудовою людиною, але вони роблять його в чомусь дивовижним, і, що більш важливо, змушують нас жадати його та Гомера Сімпсонів цього світу. |

2008 року «Entertainment Weekly» визначив «Сімпсонів» як телевізійну класику, заявивши: «Ми всі вітаємо патріарха Сімпсонів Гомера, тому що його радість настільки ж відчутна, як і його дурість приголомшлива».
На думку Пола Артура Кантора, відданість Гомера своїй родині додала цьому персонажу популярності.
|  | Гомер — це вигадка чистого батьківства… Ось чому, незважаючи на всю його дурість, фанатизм і егоцентризм, ми не можемо ненавидіти Гомера. Йому постійно не вдається бути хорошим батьком, але він ніколи не здається намагатися, і в якомусь базовому та важливому сенсі це робить його хорошим батьком. |

## Культурний вплив
Зі зростанням популярності «Сімпсонів» Гомер став надзвичайно популярним кіногероєм і неодноразово потрапляв в різні рейтинги:
- 2001 року глядачі британського телеканалу «Channel 4» у рейтингу найбільших персонажів телебачення віддали Гомеру перше місце[31]
- 2002 року журнал «TV Guide» поставив Гомера на другу сходинку в списку із 50 найбільших мультиплікаційних персонажів, після Баґза Банні[32]
- 2005 року телемережа «Браво»[en] поставила його на п'яте місце у списку ста найбільших персонажів телебачення, куди увійшли всього 4 анімаційні персонажі[33]
- у серпні 2007 року дві цитати про виховання Гомера із серій «Burns' Heir» 5 сезону та «Eight Misbehavin'» 11 сезону було занесено до словника англійської мови[34].